# 格魯夫萊弗萊薩穹丘
71°44′S 8°50′E / 71.733°S 8.833°E
格魯夫萊弗萊薩穹丘是南極洲的穹丘，位於毛德皇后地的阿斯特里德公主海岸，屬於庫爾策山脈的一部分，挪威探險隊根據測量和空中照片繪入地圖。